# 十总镇
十总镇是中华人民共和国江苏省南通市通州区下辖的一个镇。

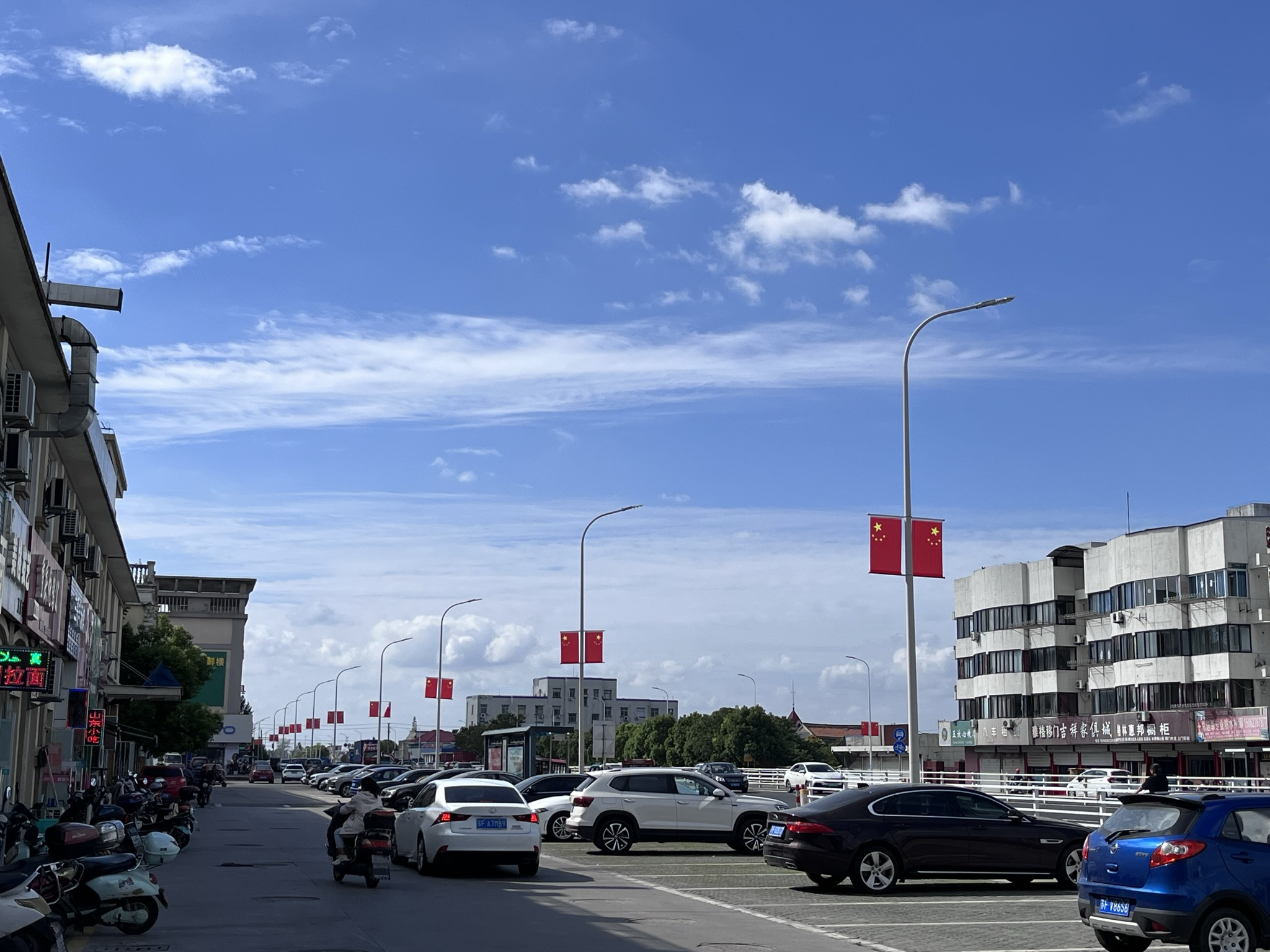
位于十总镇中心的农贸市场

2015年3月24日，江苏省人民政府批复同意撤销十总镇、骑岸镇。将原骑岸镇行政区域与原十总镇行政区域合并，设立新的十总镇。镇人民政府驻十总居委会春桃街158号。

## 行政区划

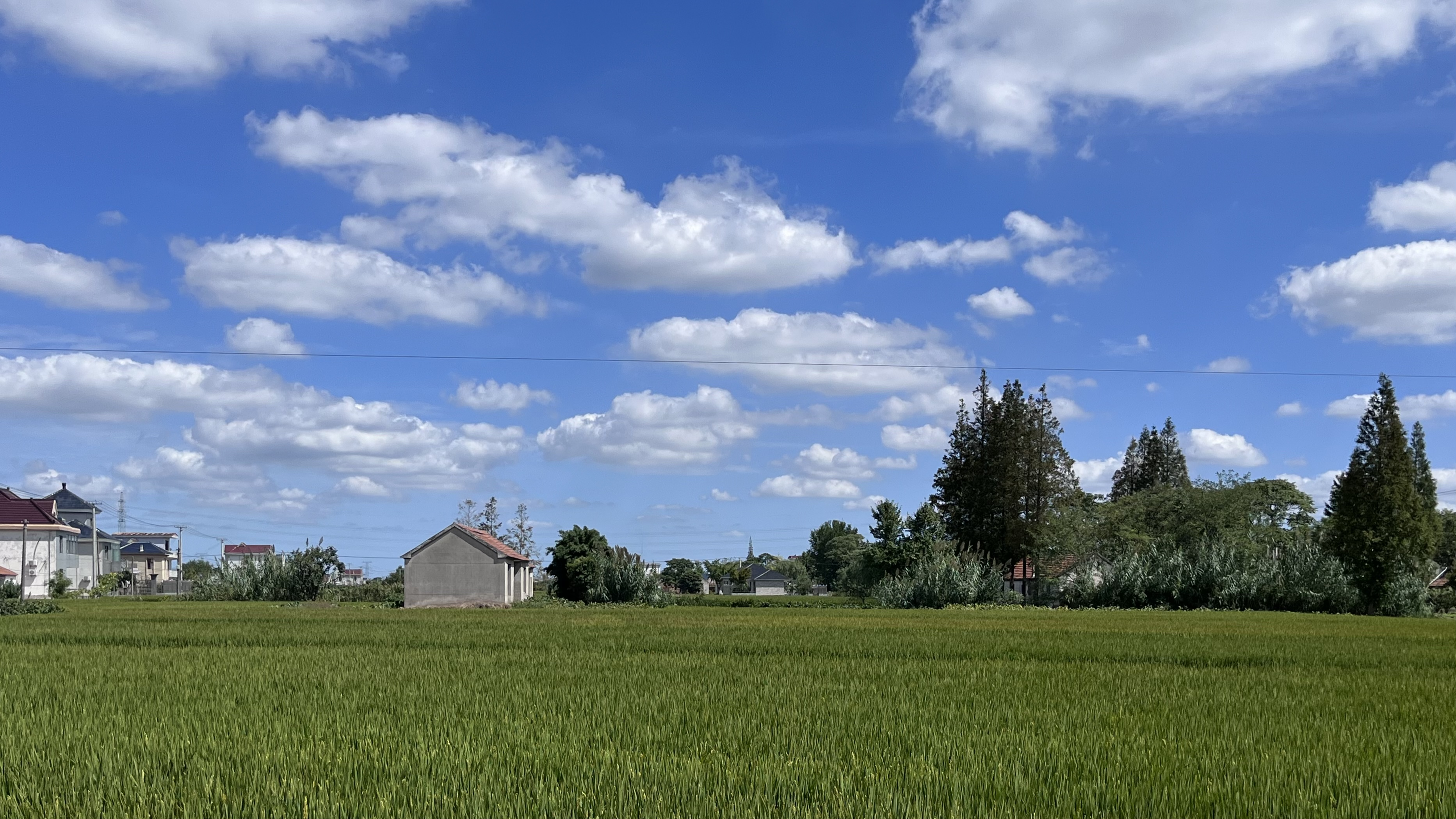
十总社区农田一景

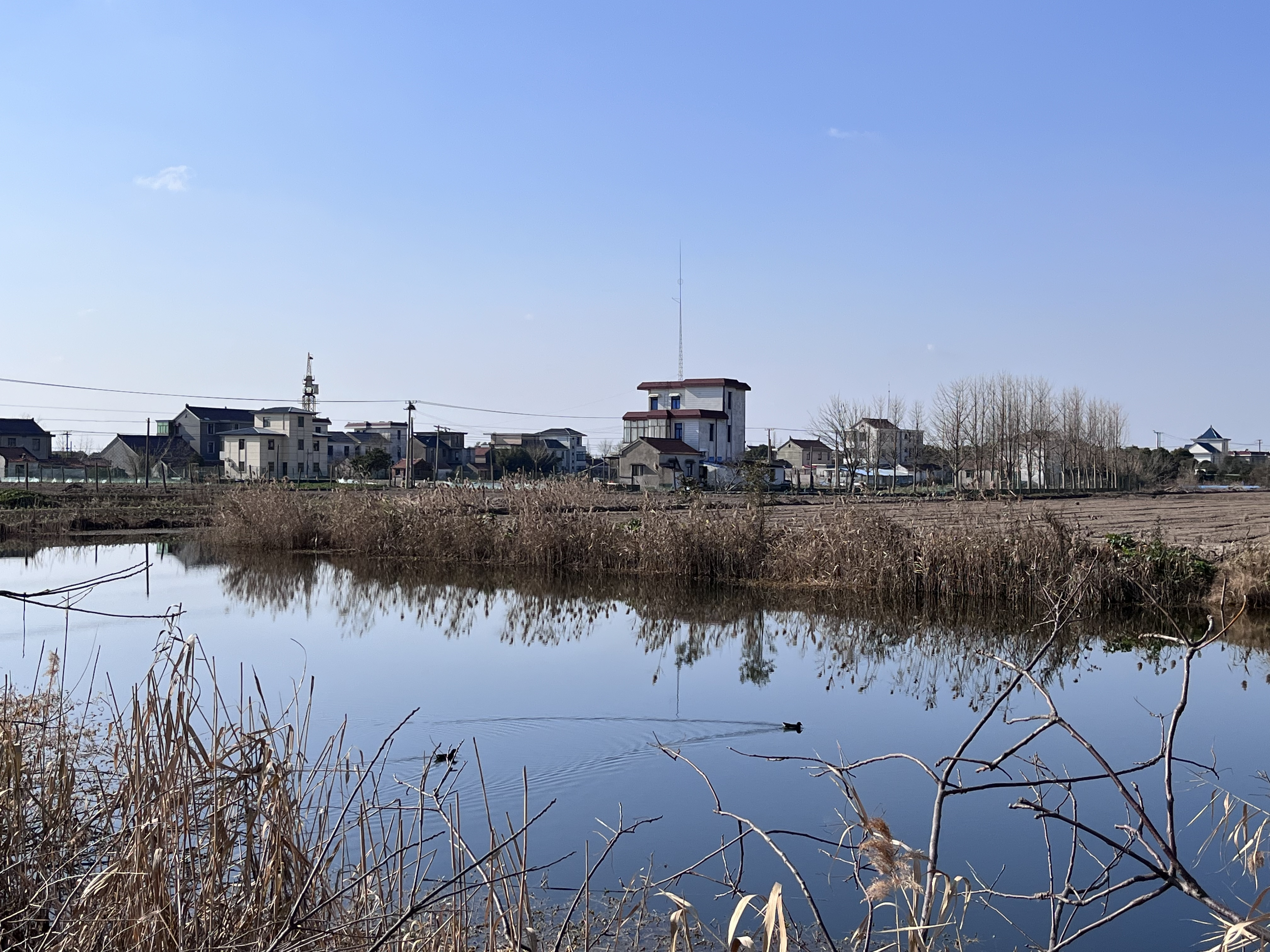
十总社区一景

十总镇下辖以下村级行政区划单位：
十总社区、二窎社区、双墩村、柏树墩村、于家坝村、新雁村、迎阳村、志新村、骑岸社区、沧南社区、五总社区、渡海亭村、上雁村、爱民村、骑北村、张沙村、岸西村、季家庄村、育民村和东场村。